# 野母崎町
野母崎町（のもざきちょう）は、かつて長崎県の長崎半島の南端にあった町。西彼杵郡に属した。
2005年1月4日に西彼杵郡香焼町、伊王島町、高島町、三和町、外海町と共に長崎市に編入された。
本項では現在の長崎市の一地区としての野母崎（のもざき）についても記述する。野母崎地区（長崎市役所野母崎地域センター管内）の人口は5,262人（2018年2月末日時点、住民基本台帳）。

## 地理
長崎半島の南端に位置する。
- 山：権現山、遠見山、殿隠山、二ノ岳、弁天山、堂山、城山
- 島嶼：樺島、田ノ子島、三ツ瀬
- 河川：黒浜川、新川、猪焼川、球磨川
- 港湾：脇岬港、古里港、野母漁港、樺島漁港
- 海域：樺島水道

## 沿革
- 1889年（明治22年）4月1日 - 町村制施行により、西彼杵郡のうち後の町域にあたる高浜村、野母村、脇岬村、樺島村がそれぞれ単独村制にて成立する。
- 1955年（昭和30年）4月1日 - 高浜村の一部（本村名・以下宿名・黒浜名・南越名）[2]と野母村、脇岬村、樺島村が合併し町制施行。野母崎町が発足。
- 2005年（平成17年）1月4日 - 長崎市に編入され、野母崎町は自治体として消滅。

## 町名
野母崎町発足時に大字の新設や行政区名称末尾の「名」の文字の削除が行われた。2005年の長崎市編入と同時に町名設置を実施し、旧大字・行政区を引き継ぎ「町」を末尾に付してそのまま町名とする（但し、樺島のみ改称している）。
| 1889年4月1日-1955年3月31日 | 1889年4月1日-1955年3月31日 | 1955年4月1日-2005年1月3日 | 1955年4月1日-2005年1月3日 | 1955年4月1日-2005年1月3日 | 2005年1月4日- | 2005年1月4日- | 現在         |
| 自治体名                   | 名                         | 自治体名                  | 大字                      | 名                        | 自治体名      | 町名          | 現在         |
| -------------------------- | -------------------------- | ------------------------- | ------------------------- | ------------------------- | ------------- | ------------- | ------------ |
| 高浜村                     | 以下宿名                   | 野母崎町                  | -                         | 以下宿                    | 長崎市        | 以下宿町      | 以下宿町     |
| 高浜村                     | 黒浜名                     | 野母崎町                  | -                         | 黒浜                      | 長崎市        | 黒浜町        | 黒浜町       |
| 高浜村                     | 本村名                     | 野母崎町                  | -                         | 高浜                      | 長崎市        | 高浜町        | 高浜町       |
| 高浜村                     | 南越名                     | 野母崎町                  | -                         | 南越                      | 長崎市        | 南越町        | 南越町       |
| 野母村                     | -                          | 野母崎町                  | 野母                      | -                         | 長崎市        | 野母町        | 野母町       |
| 樺島村                     | -                          | 野母崎町                  | 樺島                      | -                         | 長崎市        | 野母崎樺島町  | 野母崎樺島町 |
| 脇岬村                     | -                          | 野母崎町                  | 脇岬                      | -                         | 長崎市        | 脇岬町        | 脇岬町       |

1. 1 2 3  野母村・樺島村・脇岬村では他の彼杵地域の各自治体に見られる郷や名の行政区、及び大字を設置していなかった。このため、「□□村○○番地」のように村名の次に地番を表示する住所表記となっていた。

### 現在の町名
以下宿町（いがやど）
自治会: 以下宿
地区の北東部。西は五島灘に面する。国道499号が通る過疎の農漁業兼業地区。海岸線は変化に富み、海食景観の中に夫婦岩がある。
黒浜町（くろはま）
自治会: 黒浜
地区の北西部。西は五島灘に面する。奇岩怪石の海岸は自然の景勝地で、海岸沿いを国道499号が通る。農漁業兼業地区。
高浜町（たかはま）
自治会: 北野々串、南野々串、越地、毛首、大野、長野、山明、浦の迫、蔭平、浜添、古里
地区の中西部。西は五島灘に面する。国道499号が通る。農漁業兼業地区。平坦地で、花卉栽培もおこなう。高浜海水浴場がある。旧高浜地区の中心。
南越町（なんごし）
自治会: 南越、高浜出口
地区の南西部。西は五島灘に面する。海岸沿いを国道499号が通る。過疎の農漁業兼業地区。高浜地区の西端、野母地区に接する地区で、規模は比較的小さい。
野母町（のも）
自治会: 野母出口、深浦1〜3、北田、東端、東端5、野母四分団、馬場、角、寺山、田町、迫、向、釜ヶ浦1〜3
地区の南西部。長崎半島の南端で、東が脇岬・高浜(南越町)に接するほかは、五島灘・天草灘に囲まれる。野母崎地区の中心部で国道499号が通る。沿岸漁業基地としての役割も持つ。市役所野母崎地域センター、野母崎小学校、野母崎中学校、長崎大学薬学部薬草植物園などの施設が並ぶ。陸繋島状になっており、首の部分に住宅などが密集する。島の部分は権現山という山になっており、権現山自然公園として展望台が整備されている。
野母崎樺島町（のもざきかばしま）
自治会: 京崎町、喜儘町、仲ノ町、広浦町、宮の下、三軒屋町、熊野町、水ノ浦町、金比羅町、弁天町、江が浜町、浜ノ町、口ノ町、水崎町
2005年まで「樺島」だったが、長崎市中心部に樺島町があるため、「野母崎」をつけた。半島の先に浮かぶ樺島1島で1町。脇岬町との間に樺島大橋がかかり、本土と結ばれている。南東は天草灘を隔てて天草諸島や苓北町をのぞみ、北東は橘湾を隔てて島原半島をのぞむ。漁業地区で、沿岸漁業の基地となっている。町北部の漁港沿いに集落が密集する。国天然記念物オオウナギ生息地がある。特産品としてカラスミがある。
脇岬町（わきみさき）
自治会: 井上、下揚、諸町、片新町、山下、松原、木場
地区の東部。東西に長い町域を持つ。西部が地区の中心部で、漁港や、脇岬海水浴場があり、人口も比較的多い。中央部の井上（いかみ）地区に長崎県亜熱帯植物園がある。東部の木場地区は旧町境を挟んで三和町側にある木場（川原木場）と同名のため、岬木場とも呼ばれる。木場は野母崎町発足後に旧高浜小学校区に編入されたため、脇岬町であるが高浜地区とみなされる。国道499号の終点で、脇岬の中心部から木場を経由し三和方面へ向かう県道34号が町を縦断する。

## 教育
中学校
- 野母崎町立野母崎中学校

小学校
- 野母崎町立高浜小学校
- 野母崎町立野母小学校
- 野母崎町立脇岬小学校
- 野母崎町立樺島小学校

2010年4月より上記4校の小学校が統合され、野母崎小学校となる。

## 交通
鉄道なし。

### 路線バス
長崎バスと長崎市コミュニティバスが走っている。長崎市街から樺島までは毎時3本程度運行されており、利用しやすい。

### 道路
- 国道499号
- 長崎県道34号野母崎宿線

## 姉妹都市
- 福岡県朝倉郡杷木町（現・朝倉市）

## 名所・旧跡・観光スポット・祭事・催事

### 名所・旧跡・観光スポット
- 長崎県亜熱帯植物園
- 長崎市恐竜博物館[4]
- 樺島のオオウナギ生息地[5]
- 田ノ子総合運動公園（水仙の里公園）
- 樺島灯台公園
- 夫婦岩
- 脇岬ビーチロック[6]
- 権現山展望公園
- 野母崎海の健康村
- ウミガメ（アカウミガメ）の産卵地[7]

### 祭事・催事
- のもざき伊勢えびまつり
- ペーロン大会
- 野母浦祭り
- 八幡神社まつり
- 祇園祭
- のもざき水仙まつり
- 千燈籠